# Доня-Лука
Доня-Лука (серб. Доња Лука, Donja Luka; алб. Llukë e Ulët) — село в общине Дечани в исторической области Метохия. С 2008 года находится под контролем частично признанной Республики Косово.

## Административная принадлежность
| Сербская позиция                                                                 | Албанская позиция                                            |
| -------------------------------------------------------------------------------- | ------------------------------------------------------------ |
| входит в общину Дечани Печского округа автономного края Косово и Метохия, Сербия | входит в общину Дечани Джяковицкого округа Республики Косово |

## Население
Согласно переписи населения 1981 года в селе проживало 489 человек: 483 албанца и 6 сербов.
Согласно переписи населения 2011 года в селе проживало 506 человек: 261 мужчина и 245 женщин; все албанцы.
| Численность населения | Численность населения | Численность населения | Численность населения | Численность населения | Численность населения | Численность населения |
| 1948                  | 1953                  | 1961                  | 1971                  | 1981                  | 1991                  | 2011                  |
| --------------------- | --------------------- | --------------------- | --------------------- | --------------------- | --------------------- | --------------------- |
| 267                   | 267                   | 291                   | 339                   | 489                   | 608                   | 506                   |

## Достопримечательности
На территории села находится башня Али Геци.